# Eysenhardtia polystachya
El palo azul (Eysenhardtia polystachya) es un árbol de la familia de las fabáceas. En México también es conocido como palo dulce y taray y, en los Estados Unidos, como kidneywood. Habita desde Arizona hasta Oaxaca. Su corteza se utiliza como diurético y, además, como forraje para ganado. Su madera contiene una substancia que al extraerse con agua muestra una intensa fluorescencia azul. Este fenómeno fue descrito  por Nicolás Monardes que de a la madera el nombre de como Lignum nephriticum, en 1565 en su libro  Historia medicinal de las cosas que se traen de nuestras Indias Occidentales. La substancia fluorescente se conoce actualmente como matlalina.

## Descripción
Es un árbol de tamaño pequeño a mediano perennifolio.

## Distribución
Es una especie nativa de Norteamérica, la distribución principal se encuentra en el sur, centro y norte de México hasta el suroeste de los Estados Unidos (Arizona, Nuevo México y Texas). Cerca de las laderas de cerros y colinas, pueden formar bosques de hoja caduca, llamados matorrales.

## Taxonomía
Eysenhardtia polystachya fue descrita por (Ortega) Sarg. y publicado en The Silva of North America 3: 29, en el año 1892.
Sinonimia
- Dalea fruticosa G.Don
- Eysenhardtia amorphoides Kunth
- Psoralea fruticosa Kellogg
- Psoralea fruticosa Sesse & Moc.
- Psoralea stipularis Sesse & Moc.
- Varennea polystachya (Ortega) DC.
- Viborquia polystachya Ortega
- Wiborgia amorphodes (Kunth) Kuntze
- Wiborgia polystachya (Ortega) Kuntze[5]

## Galería de imágenes
|                              |
| E. polystachya en su hábitat |

|                            |
| Vista general de la planta |

|       |
| Hojas |

|                 |
| Inflorescencias |

|        |
| Frutos |

|                                                 |
| Coatli (E. polystachya) en el Códice Florentino |